# Luis Barahona de Soto
Luis Barahona de Soto (Lucena, 1548 – Antequera, 5 novembre 1595) è stato un poeta e scrittore spagnolo, tra i migliori poeti e prosatori spagnoli del XVI secolo.

## Biografia
Luis Barahona de Soto nacque a Lucena nel 1548, in una famiglia nobile ma impoverita.
La sua opera poetica evidenziò l'influenza della letteratura italiana. Le sue favole mitologiche, come Atteone, furono ispirate da Ovidio e scritte in ottonari; le sue egloghe più originali le compose in endecasillabi. La sua opera più importante, tuttavia, è un lungo poema in ottave Le lacrime di Angelica (Las lágrimas de Angélica, 1586), imitazione dell'Orlando furioso di Ludovico Ariosto, molto apprezzato da Miguel de Cervantes e Lope de Vega, difatti il curato del Chisciotte nella celebre scena della biblioteca disse «Le avrei piante io se l'avessi fatto bruciare, giacché il suo autore fu uno dei più famosi poeti non solo di Spagna, ma del mondo».
Ebbe contatti epistolari con importanti contemporanei come il capitano Alonso de Céspedes, Diego Hurtado de Mendoza, Hernando de Acuña, e fu amico dei maggiori letterati andalusi, fra cui Fernando de Herrera.
Ad Antequera, considerata allora una piccola Atene di quei tempi, Barahona de Soto fu discepolo del colto umanista e poeta Juan de Vilches, e dopo la morte di quest'ultimo andò nel 1567 a Granada, combatté contro i Mori, strinse amicizia con il poeta Gregorio Silvestre, dopo di che si trasferì a Osuna, dove frequentò l'accademia di Cristóbal de Sandoval; poi a Siviglia studiò medicina, laureandosi nel 1571, ed esercitando la professione ad Archidona e ad Antequera.
Qui si sposò una prima volta con Isabel Sarmiento (1582), da cui nacquero due figlie che non sopravvissero al poeta, e in seconde nozze con Mariana de Navas (1591).
Tra le altre sue opere si possono menzionare la famosa Egloga delle Amadriadi (Égloga de las Hamadríades), che nell'animata invenzione e nell'acceso colorismo anticipò modi gongoristi.
Barahona de Soto tradusse liberamente Ovidio e a Le metamorfosi del poeta latino si ispirarono la Favola di Vertumno e Pomona (Fábula de Vertumno e Pomona) e Atteone, in cui furono presenti elementi comici prebarocchi: nella prima opera descrisse come Vertumno conquistò la sua amata Pomona trasformandosi in una donna anziana per adularla e farla arrendere di fronte al bel galante in cui poi diventa; invece nell'Atteone è trasformato in un cervo da Diana e divorato dai suoi stessi cani per aver contemplato il bagno della dea. Entrambe le favole sono traduzioni abbastanza fedeli di Ovidio, sebbene espanse e non esenti da echi virgiliani o allusioni a casi reali.
A Barahona de Soto è anche attribuita una curiosa opera in prosa: Dialoghi dell'arte della caccia (Diálogos de la Montería), caratterizzata da elementi linguistici tipici andalusi del regno di Granada, diminutivi e voci di origine araba, oltre a molte citazioni riguardanti Le lacrime di Angelica.
Inoltre compose carmi civili di herreriano vigore, come Alla morte del re Sebastiano (A la muerte del rey Sebastián).
Barahona de Soto si dimostrò un poeta ricco di grazia e di armonia, uno fra i più significativi dell'ultimo Rinascimento ispanico.

## Opere
- Le lacrime di Angelica (Las lágrimas de Angélica, 1586);
- Egloga delle Amadriadi (Égloga de las Hamadríades);
- Favola di Vertumno e Pomona (Fábula de Vertumno e Pomona);
- Atteone;
- Dialoghi dell'arte della caccia (Diálogos de la Montería);
- Alla morte del re Sebastiano (A la muerte del rey Sebastián).